# 小黑箐镇
小黑箐乡，是中华人民共和国四川省凉山彝族自治州会理市下辖的一个乡镇级行政单位。

## 行政区划
小黑箐乡下辖以下地区：
大梁村、红凉村、矿山村、大凹村、茨竹村和白沙村。